# Jessica Vargas Gómez
Jessica Armida Vargas Gómez (Miraflores, 6 de agosto de 1968) es una licenciada en turismo y política peruana. Es la actual alcaldesa del distrito de Barranco desde el 1 de enero del 2023. Anteriormente, tuvo el mismo cargo en el periodo 2011-2014.

## Biografía
Es licenciada en Turismo y Hotelería por la Universidad Inca Garcilaso de la Vega en 2010. Asimismo, cuenta con estudios técnicos en el Centro de Estudios Nacionales y en el Centro de Formación en Turismo. 
Laboró como gerenta en Desarrollo Humano en el Municipio del distrito de San Borja, y luego en el distrito de Miraflores en 2020.

## Carrera política

### Alcaldesa de Barranco
Se inició en la política como militante del Partido Popular Cristiano, y durante las elecciones municipales del 2010 postuló como alcaldesa del distrito de Barranco. Donde luego, resultó elegida con el 23.718% de votos para el periodo 2011-2014.
Al culminar su primera gestión, Vargas intentó ser reelegida en el cargo, sin embargo, no resultó reelegida. De igual manera, en las elecciones municipales del 2018 por el partido Somos Perú.
Para las elecciones municipales del 2022, se integró al partido Renovación Popular de Rafael López Aliaga y postuló nuevamente a la comuna de Barranco. Fue elegida con la segunda votación más baja de Lima, como alcaldesa por segunda vez para el periodo 2023-2026.
En su gestión, es blanco de polémicas por su ordenanza de borrar murales artísticos y también por el cierre de ferias ecológicas y locales comerciales en los parques. Además, fue cuestionada por la contratación de personal municipal sin tener el perfil de acuerdo a las normas de la ley Servir, que fue denunciada por una regidora municipal.
En febrero de 2025 es dura mente cuestionada por querer gastar S/. 5 millones de soles en unca pista de 5 cuadras en la cual se demuestra un despilfarro de dinero municipal.